# Campionati del mondo Ironman del 2009
L'edizione dei Campionati del Mondo di Ironman del 2009 si è tenuta a Kailua-Kona, Hawaii.
Tra gli uomini ha vinto per la seconda volta consecutiva l'australiano Craig Alexander, mentre tra le donne si è laureata campionessa del mondo "ironman" per la terza volta consecutiva la britannica Chrissie Wellington.
Si è trattata della 33ª edizione dei campionati mondiali di ironman, che si tengono annualmente dal 1978 con una competizione addizionale che si è svolta nel 1982. I campionati sono organizzati dalla World Triathlon Corporation (WTC).

## Ironman Hawaii - Classifica

### Uomini
| Pos. | Tempo   | Nome            | Paese       | Ripartizione tempi | Ripartizione tempi | Ripartizione tempi | Ripartizione tempi | Ripartizione tempi |
| Pos. | Tempo   | Nome            | Paese       | Nuoto              | T1                 | Bici               | T2                 | Corsa              |
| ---- | ------- | --------------- | ----------- | ------------------ | ------------------ | ------------------ | ------------------ | ------------------ |
|      | 8:20:21 | Craig Alexander | Australia   | 50:57              | 1:44               | 4:37:33            | 2:04               | 2:48:05            |
|      | 8:22:56 | Chris Lieto     | Stati Uniti | 51:07              | 1:44               | 4:25:11            | 2:21               | 3:02:35            |
|      | 8:24:32 | Andreas Raelert | Germania    | 51:00              | 2:05               | 4:38:01            | 2:25               | 2:51:05            |
| 4    | 8:25:20 | Chris McCormack | Australia   | 52:51              | 1:55               | 4:32:45            | 1:53               | 2:55:59            |
| 5    | 8:28:17 | Rasmus Henning  | Danimarca   | 51:06              | 2:03               | 4:37:07            | 2:30               | 2:55:33            |
| 6    | 8:28:52 | Timo Bracht     | Germania    | 54:30              | 1:49               | 4:33:49            | 2:19               | 2:56:27            |
| 7    | 8:29:55 | Dirk Bockel     | Lussemburgo | 50:50              | 1:56               | 4:37:29            | 2:00               | 2:57:42            |
| 8    | 8:30:15 | Pete Jacobs     | Australia   | 50:03              | 1:43               | 4:38:41            | 2:35               | 2:57:14            |
| 9    | 8:30:30 | Andy Potts      | Stati Uniti | 47:45              | 1:56               | 4:46:07            | 2:29               | 2:52:15            |
| 10   | 8:31:44 | Faris Al-Sultan | Germania    | 50:53              | 1:49               | 4:33:40            | 2:13               | 3:03:11            |

### Donne
| Pos. | Tempo   | Nome                 | Paese         | Ripartizione tempi | Ripartizione tempi | Ripartizione tempi | Ripartizione tempi | Ripartizione tempi |
| Pos. | Tempo   | Nome                 | Paese         | Nuoto              | T1                 | Bici               | T2                 | Corsa              |
| ---- | ------- | -------------------- | ------------- | ------------------ | ------------------ | ------------------ | ------------------ | ------------------ |
|      | 8:54:02 | Chrissie Wellington  | Regno Unito   | 54:31              | 2:15               | 4:52:07            | 2:05               | 3:03:06            |
|      | 9:13:59 | Mirinda Carfrae      | Australia     | 58:45              | 1:54               | 5:14:18            | 2:14               | 2:56:51            |
|      | 9:15:28 | Virginia Berasategui | Spagna        | 58:52              | 2:04               | 5:01:42            | 2:08               | 3:10:43            |
| 4    | 9:23:43 | Tereza Macel         | Canada        | 53:29              | 2:13               | 5:04:17            | 2:35               | 3:21:12            |
| 5    | 9:30:28 | Samantha McGlone     | Canada        | 58:47              | 2:03               | 5:16:17            | 1:57               | 3:11:27            |
| 6    | 9:32:27 | Rachel Joyce         | Regno Unito   | 53:31              | 2:21               | 5:10:03            | 2:51               | 3:23:43            |
| 7    | 9:34:45 | Joanna Lawn          | Nuova Zelanda | 57:16              | 2:10               | 5:19:10            | 2:36               | 3:13:35            |
| 8    | 9:38:28 | Sandra Wallenhorst   | Germania      | 1:03:07            | 2:30               | 5:20:43            | 2:46               | 3:09:24            |
| 9    | 9:40:59 | Dede Griesbauer      | Stati Uniti   | 55:05              | 2:13               | 5:10:22            | 2:29               | 3:30:53            |
| 10   | 9:42:41 | Tyler Stewart        | Stati Uniti   | 1:08:31            | 2:20               | 5:06:20            | 2:31               | 3:22:59            |

## Gare di qualifica
Per poter gareggiare all'Ironman Hawaii del 2009, gli atleti hanno dovuto ottenere una delle qualifiche messe in palio nelle gare Ironman sparse per il mondo e in alcune competizioni Ironman 70.3 selezionate. Un certo numero di slot è stato messo a disposizione dei residenti alle Hawaii o attraverso una lotteria. La World Triathlon Corporation può, inoltre, invitare direttamente alcuni atleti.
La serie di gare Ironman nel 2009 è consistita in 21 competizioni, oltre alla gara dei Campionati del mondo dell'anno precedente (2008) - che ha garantito essa stessa un certo numero di slot per i Campionati del mondo dell'anno 2009.
La serie è iniziata con l'Ironman Wisconsin, che si è tenuto il 7 settembre 2008.

## Ironman - Risultati della serie

### Uomini
| Evento                | Oro                 | Tempo   | Argento             | Tempo    | Bronzo          | Tempo   |
| Wisconsin             | Chris Mcdonald      | 8:45:19 | Serge Meyer         | 8:55:50  | Jason Shortis   | 8:59:14 |
| Hawaii 2008           | Craig Alexander     | 8:17.45 | Eneko Llanos        | 8:20:50  | Rutger Beke     | 8:21:23 |
| Florida               | Tom Evans           | 8:07:59 | Torbjørn Sindballe  | 8:17:51  | Petr Vabrousek  | 8:23:00 |
| Arizona               | Andreas Raelert     | 8:14:16 | Chris Lieto         | 8:19:25  | Jordan Rapp     | 8:19:45 |
| Australia Occidentale | Tim Berkel          | 8:07:06 | Jason Shortis       | 8:10:57  | Luke Mckenzie   | 8:12:45 |
| Malaysia              | Faris Al-Sultan     | 8:34:42 | Petr Vabrousek      | 9:04:54  | Elmar Schuberth | 9:06:03 |
| New Zealand           | Cameron Brown       | 8:24:49 | Frederik Van Lierde | 8:31:35  | Kieran Doe      | 8:33:35 |
| Australia             | Patrick Vernay      | 8:24:55 | Pete Jacobs         | 8:29:07  | Tim Berkel      | 8:31:47 |
| South Africa          | Marino Vanhoenacker | 8:17:32 | Michael Gohner      | 8:32:01  | Petr Vabrousek  | 8:36:07 |
| China                 | Olaf Sabatschus     | 8:52:14 | Byung Hoon Park     | 9:13:15  | Timothy K. Marr | 9:14:17 |
| Lanzarote             | Bert Jammaer        | 8:54:03 | Stephan Vuckovic    | 8:57:17  | Olaf Sabatschus | 8:59:03 |
| Brazil                | Eduardo Sturla      | 8:13:39 | Reinaldo Colucci    | 8::28:08 | Petr Vabrousek  | 8:37:18 |
| Japan                 | Luke McKenzie       | 8:28:31 | Courtney Ogden      | 8:42:54  | Petr Vabrousek  | 8:45:59 |
| Coeur d'Alene         | Tom Evans           | 8:34:22 | Viktor Zyemtsev     | 8:43:56  | Michael Lovato  | 8:48:22 |
| France                | Marcel Zamora Perez | 8:30:06 | Hervé Faure         | 8:40:55  | Simon Billeau   | 8:46:30 |
| Germany               | Timo Bracht         | 7:59:16 | Eneko Llanos        | 8:00:22  | Chris McCormack | 8:03:06 |
| Austria               | Marino Vanhoenacker | 8:01:38 | James Cunnama       | 8:14:18  | Stephen Bayliss | 8:17:06 |
| Switzerland           | Ronnie Schildknecht | 8:20:00 | Stefan Riesen       | 8:31:10  | Torsten Abel    | 8:36:38 |
| Lake Placid           | Francisco Pontano   | 8:43:32 | Petr Vabrousek      | 8:55:20  | Mathias Hecht   | 8:56:33 |
| UK                    | Philip Graves       | 8:45:52 | Stephen Bayliss     | 8:48:30  | Jarmo Hast      | 8:57:59 |
| Canada                | Jordan Rapp         | 8:25:13 | Mike Aigroz         | 8:40:17  | Courtney Ogden  | 8:44:37 |
| Louisville            | Viktor Zyemtsev     | 8:25:27 | Luke McKenzie       | 8:26:01  | Raynard Tissink | 8:39:09 |

### Donne
| Evento                | Oro                 | Tempo    | Argento            | Tempo    | Bronzo               | Tempo    |
| Wisconsin             | Hillary Biscay      | 9:47:25  | Karin Gerber       | 9:49:46  | Jessica Jacobs       | 9:50:45  |
| Hawaii 2008           | Chrissie Wellington | 9:06:23  | Yvonne van Vlerken | 9:21:20  | Sandra Wallenhorst   | 9:22:52  |
| Florida               | Bella Comerford     | 9:07:48  | Tamara Kozulina    | 9:14:15  | Jessica Jacobs       | 9:17:51  |
| Arizona               | Heleen Bij De Vaate | 9:21:06  | Leanda Cave        | 9:25:07  | Edith Niederfriniger | 9:28:09  |
| Australia Occidentale | Gina Ferguson       | 8:59:24  | Charlotte Paul     | 9:06:34  | Kat Baker            | 9:37:24  |
| Malaysia              | Belinda Granger     | 9:29:21  | Yvonne van Vlerken | 9:35:46  | Yasuko Miyazaki      | 10:14:01 |
| New Zealand           | Joanna Lawn         | 9:16:00  | Kate Bevilaqua     | 9:20:06  | Emi Shiono           | 9:23:26  |
| Australia             | Chrissie Wellington | 8:57:10  | Rebekah Keat       | 9:21:33  | Caroline Steffen     | 9:38:44  |
| South Africa          | Lucie Zelenkova     | 9:16:32  | Sonja Tajsich      | 9:27:59  | Rachel Joyce         | 9:37:00  |
| China                 | Belinda Granger     | 10:08:37 | Donna Phelan       | 10:37:11 | Abigail Bayley       | 10:43:11 |
| Lanzarote             | Bella Bayliss       | 9:54:58  | Rachel Joyce       | 10:15:05 | Michaela Giger       | 10:15:41 |
| Brazil                | Dede Griesbauer     | 9:10:15  | Charlotte Kolters  | 9:18:31  | Heather Gollnick     | 9:31:42  |
| Japan                 | Nicole Klingler     | 9:52:52  | Nicole Ward        | 9:56:00  | Megumi Shigaki       | 10:01:07 |
| Coeur d'Alene         | Heather Wurtele     | 9:38:58  | Heather Gollnick   | 9:50:34  | Tiina Boman          | 9:55:28  |
| France                | Tina Deckers        | 9:30:29  | Christel Robin     | 9:34:19  | Martina Dogana       | 9:37:35  |
| Germany               | Sandra Wallenhorst  | 8:58:08  | Yvonne van Vlerken | 9:02:19  | Nicole Leder         | 9:05:17  |
| Austria               | Bella Bayliss       | 8:50:13  | Sonja Tajsich      | 8:59:45  | Lucie Zelenkova      | 9:07:24  |
| Switzerland           | Sibylle Matter      | 9:14:35  | Monika Lehmann     | 9:25:05  | Lisbeth Kristensen   | 9:25:37  |
| Lake Placid           | Caitlin Shea-Kenney | 9:51:00  | Kim Loeffler       | 9:54:55  | Hillary Biscay       | 9:58:45  |
| UK                    | Bella Bayliss       | 9:34:00  | Abigail Bayley     | 9:46:16  | Irene Kinnegim       | 10:06:41 |
| Canada                | Belinda Granger     | 9:40:48  | Janelle Morrison   | 9:48:54  | Tereza Macel         | 9:11:20  |
| Louisville            | Lisbeth Kristensen  | 9:23:57  | Kim Loeffler       | 9:38:23  | Kate Pallardy        | 9:56:45  |

## Calendario competizioni
| Progr. | Data             | Evento                        | Sede                                 | Nazione       |
| ------ | ---------------- | ----------------------------- | ------------------------------------ | ------------- |
| 1      | 7 settembre 2008 | Ironman Wisconsin             | Madison, Wisconsin                   | Stati Uniti   |
| 2      | 11 ottobre 2008  | Ironman Hawaii                | Kailua-Kona, Hawaii                  | Stati Uniti   |
| 3      | 1º novembre 2008 | Ironman Florida               | Panama City Beach, Florida           | Stati Uniti   |
| 4      | 23 novembre 2008 | Ironman Arizona               | Tempe, Arizona                       | Stati Uniti   |
| 5      | 7 dicembre 2008  | Ironman Australia Occidentale | Busselton, Australia Occidentale     | Australia     |
| 6      | 28 febbraio 2009 | Ironman Malaysia              | Langkawi                             | Malaysia      |
| 7      | 7 marzo 2009     | Ironman New Zealand           | Taupo                                | Nuova Zelanda |
| 8      | 5 aprile 2009    | Ironman Australia             | Port Macquarie, Nuovo Galles del Sud | Australia     |
| 9      | 5 aprile 2009    | Ironman South Africa          | Port Elizabeth                       | Sudafrica     |
| 10     | 19 aprile 2009   | Ironman China                 | Haikou, Isola di Hainan              | Cina          |
| 11     | 23 maggio 2009   | Ironman Lanzarote             | Puerto del Carmen, Lanzarote         | Spagna        |
| 12     | 31 maggio 2009   | Ironman Brazil                | Florianópolis                        | Brasile       |
| 13     | 21 giugno 2009   | Ironman Japan                 | Gotō, Nagasaki                       | Giappone      |
| 14     | 21 giugno 2009   | Ironman Coeur d'Alene         | Coeur d'Alene, Idaho                 | Stati Uniti   |
| 15     | 28 giugno 2009   | Ironman France                | Nizza                                | Francia       |
| 16     | 5 luglio 2009    | Ironman Germany               | Francoforte                          | Germania      |
| 17     | 5 luglio 2009    | Ironman Austria               | Klagenfurt                           | Austria       |
| 18     | 12 luglio 2009   | Ironman Switzerland           | Zurigo                               | Svizzera      |
| 19     | 26 luglio 2009   | Ironman Lake Placid           | Lake Placid, New York                | Stati Uniti   |
| 20     | 2 agosto 2009    | Ironman UK                    | Bolton, Greater Manchester           | Regno Unito   |
| 21     | 30 agosto 2009   | Ironman Canada                | Penticton, Columbia Britannica       | Canada        |
| 22     | 30 agosto 2009   | Ironman Louisville            | Louisville, Kentucky                 | Stati Uniti   |

## Medagliere competizioni
| Pos. | Paese           | Oro | Argento | Bronzo |    |
| ---- | --------------- | --- | ------- | ------ | -- |
| 1    | Australia       | 7   | 7       | 6      | 20 |
| 2    | Regno Unito     | 7   | 4       | 3      | 14 |
| 3    | Germania        | 5   | 4       | 4      | 13 |
| 4    | Stati Uniti     | 4   | 5       | 8      | 17 |
| 5    | Belgio          | 4   | 1       | 1      | 6  |
| 6    | Canada          | 3   | 2       | 0      | 5  |
| 7    | Nuova Zelanda   | 3   | 0       | 1      | 4  |
| 8    | Svizzera        | 2   | 5       | 3      | 10 |
| 9    | Spagna          | 2   | 2       | 0      | 4  |
| 10   | Paesi Bassi     | 1   | 3       | 1      | 5  |
| 11   | Rep. Ceca       | 1   | 2       | 6      | 9  |
| 12   | Danimarca       | 1   | 2       | 1      | 4  |
| 13   | Ucraina         | 1   | 2       | 0      | 3  |
| 14   | Argentina       | 1   | 0       | 0      | 1  |
| 15   | Liechtenstein   | 1   | 0       | 0      | 1  |
| 16   | Nuova Caledonia | 1   | 0       | 0      | 1  |
| 17   | Francia         | 0   | 2       | 1      | 3  |
| 18   | Sudafrica       | 0   | 1       | 1      | 2  |
| 19   | Brasile         | 0   | 1       | 0      | 1  |
| 20   | Corea del Sud   | 0   | 1       | 0      | 1  |
| 21   | Giappone        | 0   | 0       | 3      | 3  |
| 22   | Finlandia       | 0   | 0       | 2      | 2  |
| 23   | Italia          | 0   | 0       | 2      | 2  |
| 24   | Austria         | 0   | 0       | 1      | 1  |